# Ortografia limbii franceze
Ortografia limbii franceze se caracterizează în primul rând prin faptul că redă pronunțarea într-un mod mult mai puțin fidel decât cea a limbii române, de exemplu. Acest fapt are drept cauze îndelungata evoluție istorică a scrierii acestei limbi, în care s-au combinat contactele dintre culturi diferite, schimbările fonetice ale limbii, progresele tehnice, normele sociale și factori de putere politică.
În secolul al XVI-lea, când au apărut primele încercări de regularizare a scrierii, au apărut și două tendințe: pe de o parte, cea de a apropia grafia de pronunțare, pe de altă parte, cea de a respecta tradiția și de a scrie așa cum s-a fixat mai înainte, chiar dacă pronunțarea a evoluat între timp și scrierea a rămas în urmă. La adâncirea neconcordanței dintre scriere și pronunțare a contribuit și introducerea unor litere numai cu scopul de a arăta originea latină a cuvintelor. Tendința de a face scrierea mai fidelă față de pronunțare și cea tradiționalistă s-au confruntat de atunci și continuă să se opună și în secolul al XXI-lea, deocamdată având câștig de cauză a doua orientare.

## Istoricul scrierii franceze

### În Evul Mediu
În Evul Mediu, limba de comunicare în scris este latina, dar apar și primele scrieri în franceză, destinate folosinței personale. Cei care scriu în franceză sunt în primul rând preoții, cărora, în anul 813, conciliul din Tours le impune să predice în limba poporului, care nu mai înțelege latina. Preoții își scriu textele predicilor pentru a nu le uita. Alții care fac ceva asemănător sunt jonglerii care își notează cântecele de gestă.
Cei care scriu în franceză caută să transcrie limba vorbită folosind alfabetul latin, dar fiecare o face în felul său, nefiind consecvent nici cu sine. O problemă spinoasă este că alfabetul latin nu este suficient pentru redarea sunetelor limbii franceze. De exemplu, în Jurămintele de la Strasbourg, primul text în franceză care s-a păstrat (din anul 842), vocala /ə/ este redată uneori cu o (Karlo – în franceza actuală Charles „Carol”, nostro > notre „nostru”), alteori cu e (Karle, fradre „frate”), alteori cu a (fradra). Se adoptă și digrame (combinații de două litere), de exemplu ch pentru redarea lui /t͡ʃ/ care se va reduce ulterior la /ʃ/.
Scrierea de astăzi redă în multe cazuri pronunțarea din Evul Mediu. De exemplu, într-un vers din Cântecul lui Roland apare secvența des peaus de chievres blanches „piei de capre albe”, pronunțată [des pe̯aws də t͡ʃjɛvrəs blant͡ʃəs] și scrisă în franceza de astăzi des peaux de chèvres blanches, cu pronunțarea [de po d(ə) ʃɛːvʁ blɑ̃ʃ]. Între timp au dispărut din pronunțare marca -s a pluralului, iar triftongul [e̯aw] s-a redus la /o/. Grupurile de litere vocalice din cuvintele fou [fu] „nebun”, voir [vwaːʁ] „a vedea”, feu [fø] „foc”, saut [so] „săritură”, chaise [ʃɛːz] „scaun”, în franceza veche redau diftongii [ow], [oj], [ew], [aw], respectiv [aj].
Pe lângă rămânerea în urmă a grafiei față de pronunțare, încep să apară și litere care nu sunt destinate să fie pronunțate ca atare. De pildă, din dorința de a prescurta, pentru a economisi pergament, apar ligaturi în locul unor perechi de litere. Un exemplu este x pentru us final. „Piei” era scris peaus și pronunțat [pe̯aws], dar apare și cu transcrierea peax. Mai târziu, în secolul al XII-lea, când se răspândește folosirea hârtiei, economisirea nemaifiind atât de necesară, u este restabilit, dar rămâne și x-ul, până astăzi. Altă ligatură din Evul Mediu este z-ul păstrat în desinența -ez de persoana a II-a plural, care fusese scrisă ts și se pronunța /t͡s/.
În urma evoluției convergente a pronunțării unor cuvinte, apăruseră o serie de omonime omofone și se simte nevoia de a le diferenția cel puțin în scris. Fenomenul este foarte pregnant în franceză față de alte limbi romanice. De exemplu, numai în franceza modernă s-a ajuns la omofone (în număr de șase) din șase cuvinte latine heterofone, care au dat în alte limbi romanice tot șase cuvinte heterofone: SANCTUS > saint „sfânt”, SINUS > sein „sân”, SANUS > sain „sănătos”, CINCTUS > ceint „încins”, QUINQUE > cinq „cinci”, SIGNUM > seing „semn”, toate pronunțate [sɛ̃]. Astfel apar litere destinate de la bun început să nu fie pronunțate, având numai rol de semne diacritice. Dintre acestea, majoritatea sunt etimologice, introduse de scribi care cunosc limba latină. De exemplu, echivalentul lui „douăzeci” se scria vint, dar s-a recurs la scrierea sa vingt, cu g din etimonul său VIGINTI, pentru a-l deosebi de vint, „(el/ea) veni”, perfectul simplu al lui venir. 
Litere nepronunțate se introduc și pentru a distinge omografe care nu sunt și omofone. Astfel, pentru că /y/, /ɥ/ și /v/ se scriu cu aceeași literă u, de exemplu în uile [ɥilə] „ulei” și uile [vilə] „demnă de dispreț, de rangul cel mai mic, fără valoare”, primul cuvânt se scrie huile, cu un h neetimologic. Așa a devenit corespondentul lui „ulei” huile. Tot pentru ca u să se citească /v/ în cuvântul deuoir [dəvoir] „a datora”, se introduce înaintea sa litera b din cuvântul de origine latinesc DEBERE, de unde grafia debuoir. Pentru că în scrierea de mână se confundă u cu n și, prin urmare, cuvintele un „un(u)” și vu „văzut”, primul se scrie ung, cu g inspirat din vingt, dar aici neetimologic. Debuoir și ung se vor schimba mai târziu în devoir, respectiv un, când se vor distinge clar literele u și v. Altă literă diacritică etimologică este d în pied (< latină PEDEM) „laba piciorului”, cuvânt scris până atunci pie, cu e pronunțat /e/ tonic, aceeași grafie ca a lui pie „coțofană”, unde e redă un /ə/ aton. Tot cu valoare diacritică apar și consoane duble, de exemplu pentru a marca pronunțarea /ɛ/ a lui e în cuvinte ca chouette „bufniță” sau în unele verbe în conjugarea cărora alternează /ə/ cu /ɛ/: infinitiv appeler „a chema” – j’appelle „(eu) chem”.

### În epoca Renașterii
După apariția tiparului în Europa (secolul al XV-lea) și mai ales odată cu răspândirea sa în timpul Renașterii (secolul al XVI-lea în Franța), se face tot mai mult simțită necesitatea de a norma limba în general și, implicit, scrierea, prin gramatici și alte lucrări, pentru a o face unitară, mai ales că, prin ordonanța de la Villers-Cotterêts din 1539, dată de regele Francisc I, franceza devine limba justiției și a administrației, în locul latinei. Cărturarii își afirmă orientarea în ortografie prin lucrările lor, și de asemenea tipografii, prin felul în care tipăresc cărțile.
Unii, precum Louis Meigret, propun simplificarea scrierii și apropierea ei de pronunțare, de exemplu prin suprimarea consoanelor duble. Tot Meigret propune folosirea lui i numai pentru /i/, iar pe a lui j numai pentru /ʒ/, deoarece pe atunci cele două litere nu se foloseau distinct. Tradiționaliștii țin, pe de o parte, să se păstreze grafii din Evul Mediu care nu mai corespund cu pronunțarea, pe de altă parte, să se reflecte în scriere originea latină sau greacă a cuvintelor. Principalul reprezentant al acestora este Robert Estienne, care adoptă ca principiu diferențierea omonimelor în scriere pe baza etimologiei. De exemplu, în urma propunerii sale se scrie și azi echivalentul lui „când” quand, iar cel al lui „cât despre, în prinvința” quant, pentru că primul provine din latinescul QUANDO, iar al doilea din QUANTUM. De asemenea, afirmă ideea apropierii scrierii cuvintelor din aceeași familie lexicală tot pe baza etimologiei. De aceea, echivalentul lui „mare”, care se scria până atunci ba grant, ba grand, se va scrie numai grand, prin analogie cu femininul său grande și derivatul grandeur „mărime”.
Tot în perioada Renașterii apar și inovații. Se introduce é, cu accent ascuțit, apostroful și sedila cu funcția de astăzi. Începe să se folosească și accentul grav, cu valoare distinctivă pentru omonime (de exemplu a „are” vs. à „la”) și pentru e pronunțat altfel decât /ə/. Începe să fie folosit și accentul circumflex, mai întâi de către Jacobus Sylvius, pentru a nota pronunțarea ca o singură vocală a diftongilor din Evul Mediu notați ai, au etc., accentul fiind scris deasupra ambelor litere, ca pentru a le uni. Apoi Étienne Dolet îl folosește în locul unor litere care nu se mai pronunțau. De exemplu scrie uraiˆment „cu adevărat” (azi scris vraiment) în loc de uraiement care fusese pronunțat [vrɛ.ə.mɑ̃].

### În secolele XVII-XIX
În secolul al XVII-lea se continuă polemicile dintre tradiționaliști și reformiști. Propunerii de simplificare a lui Pierre Richelet i se opune Academia Franceză cu prima ediție a dicționarului său. De acum înainte, fiind o instituție a monarhiei absolute, ea are cuvântul cel mai greu de spus în materie de standardizare a limbii franceze. Deși în general este tradiționalistă, acceptă și preconizează moderat îmbunătățiri și simplificări ale scrierii. În acest secol se generalizează folosirea accentului circumflex pentru unificarea notării vocalelor lungi, de exemplu âge „vârstă” în loc de aage.
În secolul al XVIII-lea, ediția a III-a a Dicționarului Academiei (1835) aduce o serie de simplificări datorită abatelui d’Olivet. Printre altele se renunță la scrierea unor litere consonantice care nu se mai pronunță, mai ales s, dar se marchează dispariția lor printr-un accent circumflex deasupra vocalei care le precede. De exemplu, estre „a fi”, pronunțat cândva [ɛstrə], se scrie de acum être, fiind pronunțat [ɛːtr]. Odată cu ediția a IV-a a Dicționarului Academiei se elimină confuzia dintre i și j, precum și dintre u și v.
În 1832, Academiei i se atribuie oficial rolul de garantă a standardului limbii, iar ortografia se instituționalizează.
Apariția ediției a VI-a a Dicționarului Academiei reprezintă o ultimă reformă, printre altele cu adoptarea transcrierii ai ca în mais „dar” a vocalei /ɛ/ transcrisă până atunci oi în terminațiile verbale -ais, -ait, -aient și în nume de popoare ca Français.
Tot în secolul al XIX-lea se extinde învățământul public, care devine gratuit și obligatoriu în anii 1880, scrisul și implicit ortografia răspândindu-se în marea masă a populației. Totodată, ea se fixează și se instituționalizează în forma consacrată de Academie, rămânând aproape la fel și la începutul secolului al XXI-lea.

## Ortografia franceză actuală

### Corespondența pronunțare–grafie
Dată fiind complexitatea evoluției scrierii limbii franceze, aproape fiecărui fonem îi corespund mai multe litere sau grupuri de litere și aproape fiecare literă sau grup de litere redă mai multe foneme.
Alfabetul latin folosit de limba franceză cuprinde 26 de litere fără semne diacritice, două ligaturi (æ și œ), precum și 14 litere cu diacritice (ç, é, è, ê, ë, à, â, î, ï, ô, ù, û, ü, ÿ), pentru a reda 17 consoane, 16 vocale și 3 semivocale, deci există 42 de litere pentru 36 de foneme.
În tabelele de mai jos se poate vedea, prin sortarea lor după prima și după a doua coloană, ce grafii corespund unui fonem, respectiv ce foneme corespund unei grafii, precum și frecvența corespondențelor.

#### Consoane
| Consoană | Grafie | Exemple | Observații                                                                                                 | Număr de cuvinte |
| -------- | ------ | --- | --- | ---------------- |
| /b/      | b, bb  | bon „bun”, abbé „abate” | bb în circa 60 de cuvinte, marea majoritate străine                                                        | > 1000           |
| /d/      | d, dd  | dos „spate”; addition „adunare, adăugare” | | > 1000           |
| /f/      | f, ff  | positif „pozitiv”, effronté „obraznic” | | > 1000           |
| /f/      | ph     | téléphone „telefon” | numai în împrumuturi din greacă                                                                            | > 100            |
| /g/      | c      | second „al doilea, secund” | plus în familia lexicală a exemplului                                                                      | ≈ 10             |
| /g/      | g, gg  | gare „gară”, aggraver „a agrava” | | > 1000           |
| /g/      | gu     | vague „val” | | > 100            |
| /gz/     | x      | examen „examen” | | < 100            |
| /k/      | c, cc  | acte „act”, accorder „a acorda” | | > 1000           |
| /k/      | ch     | archaïque „arhaic(ă)” | numai în împrumuturi din greacă                                                                            | > 100            |
| /k/      | cq     | acquitter „a achita” | | < 100            |
| /k/      | q      | aquarium „acvariu”, coq „cocoș” | | ≈ 30             |
| /k/      | qu     | qualité „calitate” | | > 1000           |
| /ks/     | x      | taxi „taxi” | | > 100            |
| /l/      | l, ll  | aile „aripă”, aller „a merge” | | > 1000           |
| /m/      | m, mm  | amour „iubire”; immeuble „imobil, bloc” | | > 1000           |
| /n/      | mn     | automne „toamnă” | | < 10             |
| /n/      | n, nn  | né „născut”, bonnet „bonetă” | | > 1000           |
| /ɲ/      | gn     | montagne „munte” | Consoana prezintă tendința de a fi pronunțată [nj].                                                        | > 100            |
| /p/      | p, pp  | reptile „reptilă”, trappe „chepeng” | | > 1000           |
| /ʁ/      | r, rr  | père „tată”, arrêter „a opri” | | > 1000           |
| /ʁʁ/     | rr     | courra „va alerga” | formele de viitor simplu și de condițional prezent a 5 verbe                                               | 60               |
| /s/      | c      | cerf „cerb”, cire „ceară” | litera urmată de e sau i                                                                                   | > 1000           |
| /s/      | ç      | ça „asta” | | > 100            |
| /s/      | s      | sang „sânge”, reste „rest” | | > 1000           |
| /s/      | s      | resaluer „a saluta din nou”, vraisemblable „verosimil” | în cuvinte care încep cu s și au prefix sau element prim de compunere terminat în vocală                   | > 100            |
| /s/      | sc     | descendre „a coborî” | digrama urmată de e sau i                                                                                  | > 1000           |
| /s/      | ss     | essor „avânt” | | > 1000           |
| /s/      | t      | acrobatie „acrobație”, partiel „parțial”, pénitentiaire „penitenciar” (adjectiv), martien „marțian”, patient „răbdător”, prétentieux „pretențios”, nation „națiune” | înaintea lui i                                                                                             | > 1000           |
| /s/      | x      | soixante „șaizeci” | | 8                |
| /ʃ/      | ch     | chien „câine” | | > 1000           |
| /ʃ/      | sch    | schéma „schemă” | | ≈ 100            |
| /t/      | pt     | sept „șapte” | | ≈ 10             |
| /t/      | t, tt  | triste trist(ă), latte „stinghie” | | > 1000           |
| /t/      | th     | théâtre „teatru” | în principal, în împrumuturi din greacă                                                                    | > 1000           |
| /v/      | f      | neuf ans „nouă ani”, neuf heures „nouă ore” | numai în aceste sintagme                                                                                   | 1                |
| /v/      | v      | avion „avion” | | > 1000           |
| /z/      | s      | maison „casă” | între două vocale orale, dintre care prima nu este finala unui prefix sau a unui element prim de compunere | > 1000           |
| /z/      | s      | subsister „a subzista”, transit „tranzit” | între o consoană sau o vocală nazală și o vocală orală                                                     | < 50             |
| /z/      | x      | deuxième „al doilea, a doua” | | 5                |
| /z/      | z      | zone „zonă” | | > 500            |
| /ʒ/      | g      | gel „îngheț”, givre „chiciură” | litera urmată de e sau i                                                                                   | > 1000           |
| /ʒ/      | j      | joli „drăguț” | | > 1000           |

#### Vocale
În prima coloană, cu majuscule sunt redate arhifoneme. /E/, /Œ/ și /O/ pot fi vocale semiînchise sau semideschise, iar /A/ poate fi vocală anterioară (/a/) sau posterioară (/ɑ/). Numai în puține cazuri face grafia o distincție netă între ele.
| Vocală | Grafie | Exemple                                                 | Observații | Număr de cuvinte |
| ------ | ------ | ------------------------------------------------------- | --- | ---------------- |
| /E/    | a      | essayer „a încerca”, paye „plată”                       | în primul exemplu /e/ sau /ɛ/, în al doilea /ɛ/ | > 100            |
| /A/    | a      | battre „a bate”                                         | | > 1000           |
| /A/    | à      | voilà „iată”                                            | | 5                |
| /A/    | â      | pâte „pastă”                                            | | > 1000           |
| /E/    | ai     | ferai „voi face”, lait „lapte”                          | în primul exemplu /e/, în al doilea /ɛ/ sau /e/ | > 1000           |
| /ə/    | ai     | faisons „facem”                                         | | 13               |
| /E/    | aî     | connaît „cunoaște”, maître „stăpân”                     | în primul exemplu /e/ sau /ɛ/, în al doilea /ɛ/ | < 100            |
| /ɛ̃/    | aim    | faim „foame”                                            | | 10               |
| /ɛ̃/    | ain    | pain „pâine”                                            | | > 1000           |
| /ɑ̃/    | am     | tambour „tobă”                                          | | > 1000           |
| /ɑ̃/    | an     | an „an”, ange „înger”                                   | | > 1000           |
| /ɑ̃/    | aon    | paon „păun”                                             | | 4                |
| /u/    | aou    | saoul „beat”, saouler „a îmbăta”                        | numai în aceste cuvinte | 2                |
| /u/    | aoû    | août „august”                                           | numai în acest cuvânt | 1                |
| /O/    | au     | faux „fals”, restaurer „a restaura”                     | în primul exemplu /o/, în al doilea /o/ sau /ɔ/ | > 1000           |
| /E/    | e      | marcher „a umbla”, fer „fier”                           | în primul exemplu /e/, în al doilea /ɛ/ | > 1000           |
| /A/    | e      | femme „femeie”, récemment „recent”                      | în 7 substantive și în 36 de adverbe terminate în -emment | 43               |
| /ə/    | e      | devant „înaintea”                                       | | > 1000           |
| /e/    | é      | parlé „vorbit”                                          | Numărul de cuvinte include și cuvintele scrise cu é pronunțat /ɛ/.                                                                                            | > 1000           |
| /e/    | ez     | nez „nas”, riez „râdeți”                                | toate verbele cu desinența -ez la persoana a II-a plural | > 1000           |
| /ɛ/    | é      | céderai „voi ceda”, aimé-je ? „iubesc (eu) (oare)?”     | la verbele cu é înainte de consoana finală a rădăcinii și la verbele cu desinența -e la persoana I singular, forma interogativă cu pronumele personal postpus |                  |
| /E/    | è      | règle „regulă”                                          | Litera corespunde totdeauna cu /ɛ/. | > 1000           |
| /E/    | ê      | étêter „a tăia capul”, tête „cap”                       | în primul exemplu /ɛ/ sau /e/, în al doilea /ɛ/ | > 1000           |
| /A/    | ê      | poêle „tigaie”                                          | și în derivatele acestui cuvânt | ≈ 15             |
| /E/    | ë      | canoë „canoe”, Noël „Crăciun”                           | în primul exemplu /e/, în al doilea /ɛ/ | 6                |
| /O/    | eau    | beau „frumos”                                           | Trigrama corespunde totdeauna cu /o/. | ≈ 500            |
| /E/    | ei     | neiger „a ninge”, beige „bej”                           | în primul exemplu /e/ sau /ɛ/, în al doilea /ɛ/ | > 1000           |
| /ɛ̃/    | ein    | frein „frână”                                           | |                  |
| /ɑ̃/    | em     | emporter „a duce cu sine”                               | | > 1000           |
| /ɑ̃/    | en     | vente „vânzare”                                         | nu la sfârșit de cuvânt | > 1000           |
| /ɛ̃/    | en     | bien „bine”                                             | la sfârșit de cuvânt | > 1000           |
| /Œ/    | eu     | courageux „curajos”, malheur „nefericire”               | în primul exemplu /ø/, în al doilea /œ/ | > 1000           |
| /Œ/    | eû     | jeûne „post”, jeûner „a posti”, jeûneur „care postește” | numai în aceste cuvinte, corespunzând cu /ø/ | 3                |
| /œ̃/    | eun    | à jeun „pe nemâncate”                                   | Trigrama tinde să transcrie vocala /ɛ̃/. | 1                |
| /i/    | i      | joli „drăguț”                                           | | > 1000           |
| /A/    | i      | voir „a vedea”                                          | litera numai precedată de o | > 1000           |
| /i/    | î      | île „insulă”                                            | | ≈ 15             |
| /A/    | î      | croître „a crește”                                      | litera numai precedată de o | < 20             |
| /i/    | ï      | maïs „porumb”, ovoïde „ovoid”                           | | > 100            |
| /ɛ̃/    | im     | important „important”                                   | | > 1000           |
| /ɛ̃/    | in     | intéressant „interesant”                                | | > 1000           |
| /O/    | o      | organe „organ”                                          | | > 1000           |
| /O/    | ô      | pôle „pol”                                              | | > 100            |
| /Œ/    | œ      | œil „ochi” (singular)                                   | numai în acest cuvânt, corespunzător lui /œ/. | 1                |
| /Œ/    | œu     | nœud „nod”, cœur „inimă”                                | în primul exemplu /ø/, în al doilea /œ/ | ≈ 60             |
| /ə/    | on     | monsieur „domn”                                         | numai în acest cuvânt | 1                |
| /ɔ̃/    | on     | bon „bun”                                               | | > 1000           |
| /ɔ̃/    | om     | bombe ’bombă’                                           | | ≈ 800            |
| /O/    | oo     | alcool „alcool”                                         | În cuvintele începând cu o și având prefixul co- (ex. coopération „cooperare”), precum și în cele derivate de la zoo (ex. zoologie), se pronunță /o.o/.       | > 100            |
| /u/    | ou     | loup „lup”                                              | | > 1000           |
| /y/    | u      | utile „util”                                            | | > 1000           |
| /y/    | û      | mûr „copt”                                              | | < 100            |
| /œ̃/    | um     | parfum „parfum”                                         | Digrama tinde să transcrie vocala /ɛ̃/. | 1                |
| /œ̃/    | un     | brun „brun”                                             | Digrama tinde să transcrie vocala /ɛ̃/. | < 100            |
| /i/    | y      | synonyme „sinonim”                                      | | > 1000           |
| /ɛ̃/    | ym     | sympathique „simpatic”                                  | Numărul de cuvinte le cuprinde și pe cele cu grafia yn. | > 1000           |
| /ɛ̃/    | yn     | syntaxe „sintaxă”                                       | |                  |

#### Semivocale
| Semivocale | Grafie | Exemple                                                              | Observații                           | Număr de cuvinte |
| ---------- | ------ | -------------------------------------------------------------------- | ------------------------------------ | ---------------- |
| /j/        | i      | bière „bere”                                                         | urmată de o vocală în aceeași silabă | > 1000           |
| /j/        | il     | travail „muncă”                                                      |                                      | ≈ 40             |
| /j/        | ll     | réveiller „a trezi”                                                  |                                      | > 1000           |
| /j/        | illi   | groseillier „coacăz”                                                 |                                      | 1                |
| /j/        | lli    | vanillier „vanilie” (planta)                                         |                                      | < 10             |
| /w/        | o      | voir „a vedea”, croître, „a crește”, moelle „măduvă”, poêle „tigaie” | litera numai urmată de i, î, e sau ê | > 1000           |
| /w/        | ou     | oui „da”                                                             |                                      | ≈ 300            |
| /w/        | u      | aquarium „acvariu”                                                   |                                      | ≈ 30             |
| /ɥ/        | u      | aiguille „ac”                                                        |                                      | ≈ 90             |
| /j/        | y      | yeux „ochi” (plural)                                                 |                                      | ≈ 100            |

### Particularități ale corespondenței dintre unele grupări de litere și pronunțarea lor
Unele grupări de litere prezintă particularitatea de a se citi într-un fel într-o serie de cuvinte și altfel în altă serie, sau nu se pronunță deloc în altă serie de cuvinte, fără să existe reguli precise în fiecare caz:
| Grafie  | Pronunțare    | Exemple                                                                         | Observații | Număr de cuvinte |
| ------- | ------------- | ------------------------------------------------------------------------------- | --- | ---------------- |
| ay      | [ej] sau [ɛj] | balayer „a mătura”, paye „plată”                                                | | > 100            |
| ay      | [aj]          | mayonnaise „maioneză”                                                           | | ≈ 25             |
| cc      | [k]           | accorder „a acorda”                                                             | înainte de a, o și u                                                                                              | > 100            |
| cc      | [ks]          | accès „acces”, vaccin „vaccin”                                                  | înainte de e și i                                                                                                 | ≈ 150            |
| ct      | [kt]          | octobre „octombrie”, distincte „distinctă”                                      | în interiorul cuvintelor                                                                                          | > 100            |
| ct      | [kt]          | contact „contact”                                                               | la sfârșit de cuvânt                                                                                              | ≈ 20             |
| ct      | –             | aspect „aspect”, distinct „distinct”, succinct „succint”                        | la sfârșit de cuvânt                                                                                              | < 10             |
| ct      | [t]           | succincte „succintă”                                                            | în interiorul cuvântului                                                                                          | 1                |
| -ent    | [ɑ̃]           | accent „accent”, rapidement „rapid”                                             | substantivele și adverbele terminate în -ent                                                                      | > 1000           |
| -ent    | –             | chantent „(ei/ele) cântă”                                                       | verbele cu desinența -ent la persoana a III-a plural                                                              | > 1000           |
| -er     | [e]           | pompier, „pompier” entier „întreg”, marcher „a umbla”                           | substantive, adjective la masculin, verbele cu infinitivul terminat în -er                                        | > 1000           |
| -er     | [ɛʁ]          | fer „fier”, cher „scump”, hier „ieri”                                           | unele substantive, adjective și adverbe                                                                           | > 100            |
| gg      | [g]           | aggraver „a agrava”                                                             | după a | ≈ 10             |
| gg      | [gʒ]          | suggérer „a sugera”                                                             | plus cuvintele din familia lexicală a exemplului                                                                  | < 10             |
| gui     | [gi]          | guider „a ghida”                                                                | | > 100            |
| gui     | [gɥi]         | aiguille „ac”, linguiste „lingvist”                                             | 4 cuvinte și familiile lor lexicale                                                                               | ≈ 40             |
| ille    | [ij]          | fille „fată”                                                                    | | > 100            |
| ille    | [il]          | mille, „o mie”, ville „oraș”, distiller „a distila”                             | | ≈ 20             |
| -illier | [ije]         | vanillier „vanilie” (planta)                                                    | | < 10             |
| -illier | [ilje]        | bougainvillier „bougainvillea”, millier „aproximativ o mie”                     | | 2                |
| -illier | [je]          | groseillier „coacăz”                                                            | | 1                |
| imm     | [im]          | immoral „imoral”                                                                | | ≈ 25             |
| imm     | [ɛ̃m]          | immangeable „care nu se poate mânca”                                            | | > 20             |
| mn      | [mn]          | calomnier „a calomnia”, gymnase „sală de sport”                                 | | > 100            |
| mn      | [n]           | automne „toamnă”, damner „a damna”                                              | și derivatele lui damner                                                                                          | < 10             |
| oy      | [waj]         | royal „regal”, voyage „călătorie”                                               | | > 100            |
| oy      | [oj]          | coyote „coiot”                                                                  | numai în cuvinte străine                                                                                          | < 10             |
| pt      | [pt]          | reptile „reptilă”, septembre „septembrie”                                       | | > 100            |
| pt      | [t]           |                                                                                 | sept „șapte”, baptiser „a boteza”, sculpter „a sculpta”, exempte „scutită”, prompte „promptă”, compter „a număra” | ≈ 15             |
| pt      | [pt]          | abrupt „abrupt”, concept „concept”                                              | la sfârșit de cuvânt                                                                                              | < 10             |
| pt      | –             | exempt „scutit”, prompt „prompt”                                                | la sfârșit de cuvânt                                                                                              | 2                |
| qua     | [ka]          | qualité „calitate”                                                              | | > 1000           |
| qua     | [kwa]         | aquarium „acvariu”                                                              | | ≈ 30             |
| qui     | [ki]          | quitter „a părăsi” , équilibre „echilibru”                                      | | > 500            |
| qui     | [kɥi]         | aquifère „acvifer”, équilatéral „echilateral”                                   | | ≈ 20             |
| tia     | [sja]         | impartial „imparțial”                                                           | | > 200            |
| tia     | [tja]         | bestial „bestial”                                                               | | < 20             |
| tie     | [ti]          | partie „parte, partidă”                                                         | | > 100            |
| tie     | [sjɛ]         | partiel „parțial”                                                               | | > 100            |
| tie     | [si]          | acrobatie „acrobație”, balbutiement „bolboroseală”,                             | | ≈ 40             |
| tie     | [sje]         | balbutier „a bolborosi”                                                         | | < 10             |
| -tiaire | [sjɛʀ]        | pénitentiaire „penitenciar” (adjectiv)                                          | | > 100            |
| -tiaire | [tjɛʀ]        | vestiaire „vestiar”                                                             | | 3                |
| -tien   | [tjɛ̃]         | soutien „susținere”                                                             | | ≈ 25             |
| -tien   | [sjɛ̃]         | martien „marțian”                                                               | | ≈ 25             |
| -tient  | [tjɛ̃]         | tient „ține”                                                                    | forma de persoana a III-a singular indicativ prezent a verbului tenir și a derivatelor sale                       | ≈ 20             |
| -tient  | [sjɑ̃]         | quotient „cât (al unei împărțiri)” , patient „răbdător”, impatient „nerăbdător” | | 3                |
| tion    | [tjɔ̃]         | (nous) partions „(noi) plecam”                                                  | la indicativul imperfect, persoana I plural a verbelor cu rădăcina terminată în t                                 | > 1000           |
| tion    | [sjɔ̃]         | nation „națiune”                                                                | | > 1000           |
| um      | [ɛ̃] sau [œ̃]   | humble „umil”, humblement „(în mod) umil”, parfum „parfum”                      | | 3                |
| um      | [ɔm]          | album „album”, sternum „stern”, uranium „uraniu”                                | | ≈ 500            |

### Litere fără corespondent sonor

#### Literaefără accent
Această literă poate corespunde vocalei /ə/ sau niciunui sunet atunci când este la sfârșit de silabă. Vezi despre aceasta  Vocala /ə/.

#### Literah
Această literă nu se pronunță niciodată, prezența sa fiind în general etimologică, dar prezintă două variante la început de cuvânt. Una dintre ele, numită tradițional „h mut”, face cuvântul să se comporte ca cele care încep cu o literă vocalică, adică permite elidarea și legătura cu cuvântul precedent: l’homme „bărbatul”, les hommes [le'z‿ɔm] „bărbații”. A doua variantă, numită „h aspirat”, face cuvântul să se comporte ca cele cu consoană inițială, deci nu permite elidarea și legătura: le héros „eroul”, les héros [le.e'ro] „eroii”. În general, h mut se găsește în cuvinte de origine latină sau greacă veche, iar h aspirat în cuvinte de origine germanică sau din alte limbi, dar practic nu se pot distinge.

#### Consoane duble
Consoanele duble se pronunță în general ca una singură. Doar rr se rostește lung în cazurile limitate menționate mai sus, în secțiunea Consoane. În afară de aceasta, există unele lungiri individuale, dar admise de standard, ale consoanelor dd (adduction „aducție”), ll (illisible „de necitit”), mm (grammaire „gramatică”) și nn (inné „înnăscut”).

#### Consoane finale
| Literă | Pronunțare | Exemple                                                      | Observații | Număr de cuvinte |
| ------ | ---------- | ------------------------------------------------------------ | --- | ---------------- |
| c      | [k]        | lac „lac”, sec „uscat”                                       | | > 100            |
| c      | –          | tabac „tutun”, blanc „alb”                                   | | ≈ 25             |
| d      | –          | nid „cuib”, blond „blond”                                    | | > 1000           |
| d      | [d]        | sud „sud”                                                    | în principal în cuvinte străine | 25               |
| f      | [f]        | positif „pozitiv”, relief „relief”                           | | > 1000           |
| f      | –          | clef (scris și clé) „cheie”, nerf „nerv”                     | | < 10             |
| g      | –          | long „lung”, sang „sânge”                                    | | < 10             |
| g      | [g]        | gag „gag”                                                    | numai în cuvinte străine | > 100            |
| l      | [l]        | fil „fir”, seul „singur”                                     | | > 1000           |
| l      | –          | fusil „pușcă”, saoul „beat”                                  | | ≈ 10             |
| m      | –          | faim „foame”, nom „nume”, parfum „parfum”                    | Indică caracterul nazal al vocalei precedente.                                                                                        | 10               |
| m      | [m]        | album, uranium                                               | în principal în cuvinte străine | > 500            |
| n      | –          | plan „plan”, bien „bine”, fin „fin”, bon „bun”, brun „brun”  | Indică caracterul nazal al vocalei precedente.                                                                                        | > 1000           |
| n      | –          | abdomen, spécimen                                            | în principal în cuvinte străine | < 100            |
| p      | [p]        | cep „butuc de viță”                                          | în principal în cuvinte străine | > 100            |
| p      | –          | champ „câmp”, loup „lup”                                     | | < 20             |
| q      | [k]        | coq „cocoș”, cinq „cinci”                                    | | 2                |
| q      | –          | cinq personnes „cinci persoane”                              | dacă cuvântul determină un cuvânt cu consoană inițială                                                                                | 1                |
| r      | [r]        | fer „fier”, cher „scump”, finir „a termina”                  | toate infinitivele terminate în -ir                                                                                                   | > 1000           |
| r      | –          | berger „cioban”, premier „prim”, aller „a merge”             | toate infinitivele terminate în -er                                                                                                   | > 1000           |
| s      | –          | tas „grămadă, grămezi”, clos „închis, închiși”               | toate formele de plural în -s, plus cuvintele care și la singular se termină în -s (≈ 25)                                             | > 1000           |
| s      | [s]        | autobus, bonus, virus                                        | numai în împrumuturi relativ recente, în termeni de specialitate                                                                      | < 200            |
| t      | –          | combat „luptă”, dont „de care”, voit „vede”                  | toate formele verbale terminate în -t                                                                                                 | > 1000           |
| t      | [t]        | dot „zestre”, but „scop”                                     | În unele, ca dot, se pronunță obligatoriu, în altele, ca but – facultativ.                                                            | ≈ 20             |
| x      | –          | tableaux „tablouri”, principaux „principali”, tu peux „poți” | semn al pluralului la unele substantive și adjective, desinență de persoana I și a II-a singular la indicativul prezent al unor verbe | > 1000           |
| x      | [s]        | six „șase”, dix „zece”                                       | numai când nu determină vreun cuvânt                                                                                                  | 2                |
| z      | –          | nez „nas”, venez „veniți”                                    | în desinența verbală -ez de persoana a II-a plural                                                                                    | > 1000           |
| z      | [z]        | gaz „gaz”                                                    | numai în acest cuvânt | 1                |

Despre consoanele finale de regulă nepronunțate este de menționat că sunt totuși pronunțate la sfârșitul unor cuvinte care se leagă de cuvântul următor, dacă acesta începe cu o vocală (inclusiv cu h mut în grafie). Despre aceasta vezi  Legătura (liaison).

#### Grupuri de litere finale
Grupuri din două litere consonantice:
| Grup de consoane | Pronunțare | Exemple                                           | Observații                                | Număr de cuvinte |
| ---------------- | ---------- | ------------------------------------------------- | ----------------------------------------- | ---------------- |
| ct               | [kt]       | correct, exact                                    |                                           | ≈ 20             |
| ct               | –          | aspect, instinct                                  |                                           | < 10             |
| ds               | –          | fonds „fond”, poids „greutate”                    |                                           | 20               |
| gt               | –          | doigt „deget”, vingt „douăzeci”                   | numai în aceste cuvinte                   | 2                |
| ps               | –          | corps „corp”, temps „timp”, longtemps „mult timp” | și în cuvintele compuse cu corps și temps | < 20             |
| pt               | [pt]       | abrupt, concept                                   |                                           | < 10             |
| pt               | –          | exempt „scutit”, prompt                           |                                           | 2                |

Grupuri din trei litere:
- Consoanele finale care nu se pronunță la singularul părților de vorbire nominale nu se pronunță nici la plural, de unde rezultă trei consoane nepronunțate: cts, gts și pts.
- Nu se pronunță desinența -ent de persoana a III-a plural a verbelor: ils/elles parlent [parl] „(ei/ele) vorbesc”.

### Semne diacritice
Deasupra literelor vocalice se pot găsi mai multe semne.
- Accentul ascuțit (´) apare numai pe e (é) la sfârșit de silabă, marcând în general pronunțarea /e/ a acestuia: préférer „a prefera”.
- Accentul grav (`) este folosit pe trei litere vocalice:

– pe e (è), la sfârșit de silabă, pentru a marca vocala /ɛ/: il/elle préfère „(el/ea) preferă”;
– pe e într-un număr relativ redus de cuvinte terminate în -ès: accès, très „foarte”;
– pe a și pe u, pentru a diferenția omonime omofone: à „la” vs. a „are”, où „unde” vs. ou „sau”.
- Accentul circumflex (^) se poate găsi pe orice literă vocalică, în afară de y, și are funcții diverse:

– De cele mai multe ori marchează dispariția unui sunet sau a unui grup de sunete de după vocala respectivă, cu consecința lungirii vocalei. Cazurile cele mai frecvente sunt cele ale accentului circumflex în locul unui s: latină TESTA > franceza veche și medie teste > franceza modernă tête „cap”, lat. CANTASTIS > fr. veche chantastes > fr. mod. chantâtes „cântarăți”.
– Deoarece noțiunea de vocală lungă s-a asociat cu accentul circumflex, acesta s-a introdus pentru a marca lungimea unor vocale și în alte cazuri: théâtre „teatru”, grâce „grație”.
– Accentul circumflex se folosește uneori pentru a diferenția omonime omofone: mûr „copt” vs. mur „zid”, crû „crescut” vs. cru „crezut”.
- Trema (¨) se folosește atunci când o literă vocalică nu face parte dintr-o digramă sau trigramă. Astfel, se pune pe i (ï) când acesta nu constituie o digramă cu a sau cu o (naïf „naiv”, ovoïde „ovoid”), sau pe vocala care urmează după u, când aceasta se pronunță [y] în grupul gue sau gui: aiguë [egy] „ascuțită”, ambiguïté [ɑ̃bigɥite] „ambiguitate”.

Singurul semn diacritic subscris este sedila (¸). Este folosită numai sub litera c (ç), făcând ca aceasta să se pronunțe /s/, în special în verbele care au un c urmat de e sau i la unele forme, iar la alte forme acestea alternează cu alte vocale: commencer „a începe” – commençons „începem”. Apare de asemenea în cuvinte derivate în care nu mai este c + e/i ca în cuvântul de bază, ci altă vocală în locul lui e/i: France > français. Mai este prezentă și în pronumele demonstrativ ça „asta”, varianta din registrul de limbă curent a pronumelui cela „aceasta” din registrul elevat.

### Semne de punctuație
Punctuația este asigurată în franceza din Franța prin aceleași semne ca în română. Doar apostroful (’) este mult mai frecvent folosit decât în română. Acesta marchează elidarea (vezi Elidarea).
Sunt totuși unele diferențe de amănunt în folosirea semnelor în franceză față de română. Pentru citare se folosesc ghilimelele « … », cu spații între ele și citat, iar pentru citat în citat, în general ”…”, fără spații între ele și citat. Altă deosebire este că două puncte, punctul și virgula, semnul întrebării și semnul exclamării se folosesc cu spațiu înaintea lor.
În numere se folosește virgula pentru despărțirea zecimalelor, iar grupurile de trei cifre dintr-un număr se despart prin spațiu.
Este de menționat că în alte țări francofone folosirea semnelor de punctuație poate fi diferită. De exemplu, în Elveția, grupurile de trei cifre se despart prin apostrof.

### Caracteristicile ortografiei franceze
După părerea lingvistului Pierre Burney, ortografia franceză are un aspect „intelectual”. În primul rând, este etimologică prin păstrarea urmelor originii latine sau grecești a cuvintelor. În al doilea rând, este gramaticală, prin acordurile pe care le reflectă. În fine, este ideografică, ceea ce îi dă un oarecare caracter estetic prin literele de prisos care sunt un fel de semne particulare sau ornamente. Alt lingvist francez, René Thimonnier, este de părere că prin caracterul său ideografic, ortografia franceză ușurează citirea în detrimentul scrierii.
În ciuda inconsecvențelor sale, s-a afirmat că ortografia franceză este totuși un sistem coerent, descris ca atare prima oară de lingvistul rus V. G. Gak, apoi de o seamă de lingviști francezi. După părerea lui Claire Blanche-Benveniste și André Chervel, grafia franceză îndeplinește următoarele trei roluri.

#### Rolul fonografic
Acest rol privește indicarea pronunțării (ortografie lexicală) și se bazează în primul rând pe cinci tipuri de corespondențe grafo-fonetice, adică literele pot avea cinci valori, cu primele două fiind pronunțate, cu ultimele trei – nepronunțate:
1. valoare de bază, de exemplu g – /g/, u – /y/;
2. valoare de poziție (secundară), de exemplu g urmat de e sau i – /ʒ/;
3. valoare auxiliară, de exemplu u în bague „inel” (face ca g să nu se pronunțe /ʒ/, ci /g/);
4. valoare zero, de exemplu h în théorie;
5. participare la digrame sau trigrame, de exemplu c și h în ch – /ʃ/.

În afară de aceste corespondențe mai există și sub-coduri, adică funcționări diferite de codurile generale ale corespondențelor. Un exemplu de astfel de cod este pronunțarea [si] sau [sj] a lui ti (acrobatie „acrobație”, nation „națiune” ) față de pronunțarea [ti], respectiv [tj] (partie „parte”, partions „(noi) plecam”).

#### Rolul gramatical
Acest rol se concretizează în ortografia gramaticală, care privește exprimarea genului, numărului și persoanei, fie și numai în scris. Exemple pentru aceasta sunt e final la feminin (ami „prieten” – amie „prietenă”), s final la plural (ami „prieten” – amis „prieteni” – amies „prietene”) și desinența -ent a verbelor la persoana a treia plural: il/elle chante „el/ea cântă” – ils/elles chantent „ei/ele cântă”. Ortografia gramaticală mai privește și acordul în gen, număr și persoană între diferite părți de propoziție sau cuvinte din propoziții diferite. Într-o propoziție precum Quelles collègues avez-vous rencontrées ? „Cu ce colege v-ați întâlnit?” se deduce numai din scriere că este vorba de colege și nu de colegi, și că sunt mai multe, datorită faptului că cuvântul collègues poartă marca pluralului, iar cuvintele quelles și rencontrées marca femininului și pe cea a pluralului, acordându-se între ele.

#### Rolul ideografic
Imaginea dată cuvântului de literele folosite pentru scrierea sa face vizibilă apartenența la o anumită familie lexicală. Este unul din motivele pentru care s-au păstrat consoanele finale nepronunțate. De exemplu, m din faim „foame” este prezent și în famine „foamete”, famélique „famelic” și affamé „înfometat”. Pe lângă aceasta, imaginea cuvântului permite diferențierea omofonelor, de exemplu faim vs. fin „fin” vs. feint „prefăcut”.

### Încercări de reformare a ortografiei
După apariția dicționarului din 1835 al Academiei, propunerile de reformă în sensul simplificării prin apropierea grafiei de pronunțare nu încetează, dar apar în condițiile în care ortografia este deja foarte bine fixată, inclusiv în masa tot mai mare a oamenilor școlarizați.
Apar multe propuneri de reformă, uneori din partea unor mișcări organizate, alteori individuale, se creează comisii oficiale care discută reforme sprijinite de guvern, și au loc polemici între lingviști, cadre didactice și scriitori din orientările reformistă și tradiționalistă, dar și Academia, și majoritatea vorbitorilor sunt reticente față de reforme. Doar în 1901 se publică o hotărâre a guvernului cu toleranțe privitoare la unele reguli ortografice, acceptate de Academie. Toate propunerile de reformă ulterioare eșuează.
În 1989, însuși prim-ministrul inițiază un demers de reformă. Se înființează organisme oficiale care studiază problema și fac propuneri. În 1990, acestea sunt discutate cu Academia, care le acceptă, la fel ca organismele oficiale din Provincia Québec și din Belgia care se ocupă de limba franceză, și sunt publicate în Journal officiel. Acestea sunt prezentate de la bun început ca nefiind obligatorii, ci recomandate.
Rectificările pornesc de la ideea de coerență a sistemului ortografic și propun schimbări limitate la incoerențele pe care totuși le conține. Preconizează în rezumat următoarele:
- Cuvintele compuse scrise cu cratimă să se scrie fără cratimă dacă există cuvânt cu același element prim care se scrie deja fără cratimă. De exemplu, în loc de porte-monnaie „portmoneu” să se scrie portemonnaie, ca portefeuille „portofel”, deja scris astfel.
- Toate numerele din mai multe cifre să se scrie cu cratimă între cuvinte, deci nu cent deux „o sută doi”, ci cent-deux, nu trente et un „treizeci și unu”, ci trente-et-un, ca trente-deux „treizeci și doi”.
- Pluralul cuvintelor compuse dintr-un verb și un substantiv, cu cratimă, să fie scris cu s, ca celelalte cuvinte compuse (de exemplu, în loc de des perce-neige „ghiocei” să se scrie des perce-neiges), iar singularul lor să fie la toate cu substantivul la singular (de exemplu, în loc de un sèche-cheveux „uscător de păr” să se scrie un sèche-cheveu).
- Să se renunțe la accentul circumflex pe i și pe u acolo unde nu distinge omofone, de exemplu în loc de connaît „cunoaște” să se scrie connait, ca fait „face”, iar în loc de assidûment „cu asiduitate” – assidument, ca absolument „în mod absolut”. Să se păstreze totuși la persoanele I și a II-a plural a perfectului simplu al verbelor (nous sortîmes „ieșirăm”, vous crûtes „crezurăți”), pentru că la alte verbe accentul circumflex este pe a la aceste forme (nous parlâmes „vorbirăm”).
- Să nu se scrie é (cu accent ascuțit) acolo unde se pronunță /ɛ/, ci să se scrie è (cu accent grav), care prin definiție redă vocala /ɛ/, de exemplu la verbele în conjugarea cărora alternează /e/ cu /ɛ/. Prin urmare, un verb ca céder „a ceda” să nu se scrie la viitorul simplu je céderai „voi ceda”, ci je cèderai, iar la verbele cu desinența -e la persoana I singular, forma interogativă cu pronumele personal postpus să nu se scrie, de exemplu, aimé-je ? „iubesc oare?”, ci aimè-je ?
- Să se folosească é în cuvintele străine, după regulile ortografiei franceze, deci să nu se scrie, de exemplu, facsimile, ci facsimilé.
- Cuvintele străine să se pună la plural după regulile limbii franceze, deci să nu se scrie, de exemplu, sandwiches, ci sandwichs.
- Trema să fie folosită totdeauna pe vocala al cărei statut îl schimbă, deci, de exemplu, în loc de aiguë „ascuțită” să se scrie aigüe, ca acolo unde trema indică faptul că o vocală nu face parte dintr-o digramă, de pildă în Noël „Crăciun”.
- Să se renunțe la dublarea consoanei care urmează după un e pronunțat /ɛ/ în verbele în care acesta alternează cu e mut sau pronunțat /ə/, și să se scrie è, ca în verbele care se scriu deja așa. Exemplu: verbul étiqueter „a eticheta” să nu ia forma scrisă j’étiquette „etichetez”, ci j’étiquète, în mod unitar cu verbele ca acheter „a cumpăra” → j’achète.
- Participiul trecut al verbului laisser „a lăsa” să rămână neacordat când este urmat de un infinitiv, prin analogie cu cel al lui faire „a face” în această situație: nu Je les ai laissé(e)s partir „I-am/Le-am lăsat să plece”, ci Je les ai laissé partir, ca Je les ai fait partir „I-am/Le-am făcut să plece”.
- Să se elimine unele anomalii, în principal în scrierea unor derivate care nu respectă scrierea cuvântului de origine, așa cum este regula generală în franceză. Exemplu: să nu se scrie bonhomie „bonomie”, ci bonhommie, pentru că vine de la bonhomme.

Rectificările provoacă în Franța o reacție adversă de mare amploare, iar Academia revine asupra acceptului său, afirmând că va aștepta să constate în ce măsură intră acestea în folosința utilizatorilor înainte de a le adopta în dicționarul ei. Rectificările rămân recomandări, în documentele oficiale și în lucrările scrise ale elevilor și studenților fiind acceptate ambele variante. În unele țări francofone precum Québec, Belgia și Elveția, rectificările sunt mai bine primite, nefiind nici aici obligatorii. Corectoarele informatice țin seama de rectificări în sensul că acceptă drept corecte și grafiile tradiționale, și pe cele recomandate.
Lipsa de consens și, prin urmare, eșecul reformării ortografiei se datorează concepțiilor de bază foarte diferite ale tradiționaliștilor și reformiștilor. Primii văd în ortografie în primul rând un patrimoniu la care țin dintr-un sentiment patriotic. Un adversar al reformei, scriitorul Philippe de Saint Robert, critică punct cu punct rectificările din 1990 din punct de vedere lingvistic și conclude că „ortografia actuală a limbii franceze provine dintr-o convenție de scriere fonetică și ideografică profund înrădăcinată în istorie”, că „stabilitatea ortografiei este zălogul unității limbii franceze” și că „reformarea ortografiei înseamnă mai ales perturbarea inutilă a obiceiurilor a milioane de vorbitori ai limbii franceze din lumea întreagă”.
Partizanii schimbărilor pornesc de la dificultatea învățării ortografiei și de la ideea că ortografia este o tehnică ce trebuie să răspundă nevoilor societății, prin urmare trebuie ușurată însușirea ei prin raționalizare și simplificare. În 2008, ziarista Pascale Krémer constată, în introducerea la un interviu cu lingvistul și pedagogul André Chervel, că în cei 20 de ani anteriori, nivelul însușirii ortografiei a scăzut într-atâta, încât „ortografia deficientă devine o barieră în calea angajării la muncă, o frână în evoluția în carieră”. De aceea, André Chervel pledează pentru o reformă mai radicală decât cea din 1990, cu argumentul că aceasta ar fi de fapt continuarea tradiției, cea a schimbărilor continue până în 1835, dar oprite după aceea. Reforma ar fi necesară pentru că, după părerea sa, „nu se poate accepta fractura ortografică a societății și nu se poate lăsa un număr tot mai mare de tineri francezi în situație de inferioritate sau de eșec față de scrierea limbii naționale”.
Publicul larg adoptă mai degrabă o poziție tradiționalistă. În 1989, revista Lire efectuează un sondaj pe un eșantion de 900 de persoane, dintre care 70% consideră ortografia franceză dificilă, dar 86% o văd ca pe o artă, iar 78% văd în ea „unul dintre farmecele limbii franceze”. Răspunzând la întrebări referitoare la aspecte concrete care ar trebui sau nu reformate, în general majoritatea se pronunță împotriva schimbării.
Polemicile în jurul ortografiei continuă, în mare măsură și pe Internet. Unor organizații trandiționaliste, ca de exemplu „Association pour la sauvegarde et l’expansion de la langue française” (Asociația pentru salvgardarea și difuzarea limbii franceze), li se opun asociații grupate în „Réseau pour la nouvelle orthographe du français” (Rețea pentru noua ortografie franceză) care promovează rectificările din 1990, dar și proiecte foarte radicale precum „Ortograf” sau „Ortofasil”.